# هیفورد علیا، آکسفوردشر
هیفورد علیا (به انگلیسی: Upper Heyford) یک روستا و محله مدنی در بریتانیا است که در چرول واقع شده‌است. هیفورد علیا ۶٫۵۹ کیلومتر مربع مساحت و ۱٬۲۹۵ نفر جمعیت دارد.